# Centre international de lutte contre le terrorisme
 (octobre 2024).
La mise en forme du texte ne suit pas les recommandations de Wikipédia : il faut le « wikifier ».
Les points d'amélioration suivants sont les cas les plus fréquents. Le détail des points à revoir est peut-être précisé sur la page de discussion.
- Les titres sont pré-formatés par le logiciel. Ils ne sont ni en capitales, ni en gras.
- Le texte ne doit pas être écrit en capitales (les noms de famille non plus), ni en gras, ni en italique, ni en « petit »…
- Le gras n'est utilisé que pour surligner le titre de l'article dans l'introduction, une seule fois.
- L'italique est rarement utilisé : mots en langue étrangère, titres d'œuvres, noms de bateaux, etc.
- Les citations ne sont pas en italique mais en corps de texte normal. Elles sont entourées par des guillemets français : « et ».
- Les listes à puces sont à éviter, des paragraphes rédigés étant largement préférés. Les tableaux sont à réserver à la présentation de données structurées (résultats, etc.).
- Les appels de note de bas de page (petits chiffres en exposant, introduits par l'outil «  Source ») sont à placer entre la fin de phrase et le point final[comme ça].
- Les liens internes (vers d'autres articles de Wikipédia) sont à choisir avec parcimonie. Créez des liens vers des articles approfondissant le sujet. Les termes génériques sans rapport avec le sujet sont à éviter, ainsi que les répétitions de liens vers un même terme.
- Les liens externes sont à placer uniquement dans une section « Liens externes », à la fin de l'article. Ces liens sont à choisir avec parcimonie suivant les règles définies. Si un lien sert de source à l'article, son insertion dans le texte est à faire par les notes de bas de page.
- La présentation des références doit suivre les conventions bibliographiques. Il est recommandé d'utiliser les modèles {{Ouvrage}}, {{Chapitre}}, {{Article}}, {{Lien web}} et/ou {{Bibliographie}}. Le mode d'édition visuel peut mettre en forme automatiquement les références.
- Insérer une infobox (cadre d'informations à droite) n'est pas obligatoire pour parachever la mise en page.

Pour une aide détaillée, merci de consulter Aide:Wikification.
Si vous pensez que ces points ont été résolus, vous pouvez retirer ce bandeau et améliorer la mise en forme d'un autre article.
L'International Centre for Counter-Terrorism (ICCT) est un groupe de réflexion et d'action indépendant qui fournit des conseils politiques multidisciplinaires et un soutien pratique axés sur la prévention, l'État de droit et les menaces actuelles et émergentes, trois éléments importants d'un travail efficace de lutte contre le terrorisme.

## Histoire
L'ICCT a été créé à La Haye en 2010, à la suite d'une initiative émanant du parlement néerlandais et d'une motion du député néerlandais Coskun Çörüz en avril 2008. L'ICCT est soutenu par le ministère néerlandais des affaires étrangères et est né d'un partenariat unique entre trois institutions renommées basées à La Haye : l'Institut TMC Asser, l'Institut néerlandais des relations internationales Clingendael et l'Institut pour la sécurité et les affaires mondiales (ISGA) à l'université de Leyde.
Depuis 2021, l'ICCT est une « Stichting », une organisation indépendante.

## Équipe
Le directeur actuel de l'ICCT est Thomas Renard.
Le personnel de l'ICCT comprend un certain nombre d'universitaires et de praticiens experts dans les domaines de la lutte contre le terrorisme et de la diplomatie internationale. Le profAlex P. Schmid est un chercheur distingué à l'ICCT et directeur de la Terrorism Research Initiative, un réseau international d'universitaires travaillant à renforcer la sécurité internationale grâce à la recherche collaborative. Il était auparavant responsable de la branche de prévention du terrorisme de l'ONU.

## Activités
L'ICCT est spécialisé sur les thèmes à l'intersection de la lutte contre l'extrémisme violent et des réponses du secteur de la justice pénale, ainsi que sur les aspects de la lutte contre le terrorisme liés aux droits de l'homme.
Ses principaux domaines concernent : la lutte contre l'extrémisme violent, l'État de droit, la prévention et la lutte contre l'extrémisme violent, les combattants étrangers, l'analyse nationale et régionale, la réinsertion, la mise à contribution de la société civile et la voix des victimes.
L'ICCT organise des forums, des ateliers et des briefings en direct sur des sujets tels que la radicalisation, les combattants étrangers, les limites juridiques du champ de bataille, les mesures administratives  et le genre et l'extrémisme. Le centre organise également fréquemment des programmes de formation, fournit une assistance technique aux missions et réalise des analyses spécifiques à chaque pays sur le terrorisme et ses effets.
Recherche et analyse sur la lutte contre le terrorisme – L'ICCT travaille avec des universitaires et des groupes de réflexion pour développer des connaissances pertinentes sur les politiques en matière d'approches de lutte contre le terrorisme fondées sur la prévention et l'état de droit.
Conseils politiques et mise en œuvre – Réunion de décideurs politiques, d'experts, d'acteurs de la société civile et de praticiens de terrain pour partager leur expertise et fournir des conseils, des formations et renforcer leurs capacités.
Suivi et évaluation – Évaluation systématique des politiques et des stratégies de contre-terrorisme pour fournir des retours d'expérience entre les politiques et les pratiques et contribuer à une planification et une mise en œuvre fondées sur des données probantes.
Modules de formation et programmes d'été – L'ICCT propose également des formations adaptés à des publics allant des étudiants de troisième cycle aux décideurs politiques et juges de haut niveau, sur des sujets variés.

## Coopération européenne et internationale
L'ICCT est intégré à un vaste réseau d'organisations internationales, de ministères, d'ONG, d'établissements universitaires, de groupes de réflexion et d'organisations de la société civile.
Le centre travaille en étroite collaboration avec l'Organisation du traité de l'Atlantique nord (OTAN) incluant diverses agences des Nations unies telles que la Direction exécutive du Comité contre le terrorisme (CTED), le Groupe de travail des Nations unies pour la mise en œuvre de la lutte contre le terrorisme (CTITF), l'Institut interrégional de recherche des Nations unies sur la criminalité et la justice (UNICRI), le Forum mondial de lutte contre le terrorisme (GCTF)  et l'Organisation pour la sécurité et la coopération en Europe (OSCE).
Dans le contexte européen, l'ICCT est membre du consortium du Centre d'excellence du Radicalisation Awareness Network de l'Union européenne et coopère entre autres avec la Commission européenne et le Service européen pour l'action extérieure.